# كاني دراز (أيل غورك)
کاني دراز (بالفارسية: کانی‌دراز) هي قرية تقع في إيران في قسم أيل غورك الريفي. يقدر عدد سكانها بـ 103 نسمة بحسب إحصاء 2016.